# Spitz finlandês
Spitz finlandês[Nota] (em finlandês:  Suomenpystykorva) é uma raça originalmente vigorosa e independente, usada para a caça na região leste da Finlândia e na Carélia. Dentro de seu país de origem é ainda um popular cão de tiro. De pelagem praticamente impermeável é resistente ao frio. Sua capacidade para manter um latido forte por bastante tempo o torna ideal como cão de guarda. Semelhante a uma raposa, tem seu adestramento considerado difícil, o que não o torna um cão fácil para estimação.
Cão de porte médio, tem sua pelagem vermelho-dourada e a cauda enrolada. Suas orelhas são pequenas e em forma de V; seu tórax é fundo e o abdômen curvado. Pode chegar a pesar 16 kg e medir 50 cm.